# Kuwai Ike
Kuwai Ike (von japanisch くわい池) ist ein kleiner See an der Prinz-Harald-Küste des ostantarktischen Königin-Maud-Lands. Auf der Halbinsel Skarvsnes am Ostufer der Lützow-Holm-Bucht liegt er auf einer Anhöhe im Südwesten des Kizahashi Beach. 
Japanische Wissenschaftler benannten ihn 2012 nach der in Japan geläufigen Bezeichnung für das Gefülltblühende Pfeilkraut (Sagittaria trifolia), da seine Uferlinie an dessen Blattform erinnert.